# マートルチャーム
マートルチャーム（Myrtle Charm、1946年 - 1964年）は、アメリカ合衆国の競走馬、繁殖牝馬。おもに2歳時に活躍し、1948年の最優秀2歳牝馬に選出された。

## 経歴
- 当時はグレード制未導入。

ケンタッキー州の生産者、レスリー・コムズ2世らの生産したサラブレッドの牝馬である。背が高く、精悍な顔立ちで、多くの人が祖母のマートルウッドを想起したという。1947年のキーンランドのイヤリングセールにおいて出品され、メインチャンスファームを率いるエリザベス・アーデンに27,000ドルで落札された。
ジミー・スミス調教師のもと競走馬となったマートルチャームは、2歳時から活躍した。デビューからメイトロンステークスなどステークス競走を含む3連勝を遂げ、そのうちの1戦スピナウェイステークスでは20馬身差をつけての勝利であった。またフューチュリティステークスでは牡馬相手に2着に食い込んでいる。これらの戦績で同年64,830ドルを稼ぎ出し、同年の最優秀2歳牝馬の座に輝いた。その後3歳まで競走を続けたが、3歳時はモデスティステークスを制した程度で競走生活を終えた。総合成績8戦5勝、総獲得賞金81,830ドルであった。
繁殖牝馬としては9頭の競走馬を送り出し、うち5頭が出走を遂げ、4頭が勝ち上がっている。最も優秀であった産駒は1952年生のマートルズジェット（Myrtle's Jet、牝馬、父ジェットパイロット）で、2歳時から4歳時までにかけてフリゼットステークスなどを含む5つのステークス競走で優勝した。一方で繁殖牝馬として優秀だったのが1959年生のフェアチャーマー（Fair Charmer、牝馬、父ジェットアクション）で、自身は4戦1勝程度の戦績であったが、その子マイチャーマーがフェアグラウンズオークスで優勝し、さらに繁殖牝馬としてシアトルスルーやロモンド、シアトルダンサーらを出す成功を収めた。

## 血統表
| マートルチャームの血統             | マートルチャームの血統                                        | マートルチャームの血統                                        | （血統表の出典）                                              | （血統表の出典） |
| 父系                               | ヒムヤー系                                                    | ヒムヤー系                                                    | ヒムヤー系                                                    | [ § 2 ]          |
| 父 Alsab 鹿毛 1939 アメリカ        | 父の父Good Goods 鹿毛 1931 アメリカ                           | Neddie                                                        | Colin                                                         | Colin            |
| 父 Alsab 鹿毛 1939 アメリカ        | 父の父Good Goods 鹿毛 1931 アメリカ                           | Neddie                                                        | Black Flag                                                    |                  |
| 父 Alsab 鹿毛 1939 アメリカ        | 父の父Good Goods 鹿毛 1931 アメリカ                           | Brocatelle                                                    | Radium                                                        | Radium           |
| 父 Alsab 鹿毛 1939 アメリカ        | 父の父Good Goods 鹿毛 1931 アメリカ                           | Brocatelle                                                    | Pietra                                                        |                  |
| 父 Alsab 鹿毛 1939 アメリカ        | 父の母Winds Chant 黒鹿毛 1931 アメリカ                        | Wildair                                                       | Broomstick                                                    | Broomstick       |
| 父 Alsab 鹿毛 1939 アメリカ        | 父の母Winds Chant 黒鹿毛 1931 アメリカ                        | Wildair                                                       | Verdure                                                       |                  |
| 父 Alsab 鹿毛 1939 アメリカ        | 父の母Winds Chant 黒鹿毛 1931 アメリカ                        | Eulogy                                                        | Fair Play                                                     | Fair Play        |
| 父 Alsab 鹿毛 1939 アメリカ        | 父の母Winds Chant 黒鹿毛 1931 アメリカ                        | Eulogy                                                        | St. Eudora                                                    |                  |
| 母 Crepe Myrtle 鹿毛 1938 アメリカ | 母の父Equipoise 栗毛 1928 アメリカ                            | Pennant                                                       | Peter Pan                                                     | Peter Pan        |
| 母 Crepe Myrtle 鹿毛 1938 アメリカ | 母の父Equipoise 栗毛 1928 アメリカ                            | Pennant                                                       | Royal Rose                                                    |                  |
| 母 Crepe Myrtle 鹿毛 1938 アメリカ | 母の父Equipoise 栗毛 1928 アメリカ                            | Swinging                                                      | Broomstick                                                    | Broomstick       |
| 母 Crepe Myrtle 鹿毛 1938 アメリカ | 母の父Equipoise 栗毛 1928 アメリカ                            | Swinging                                                      | Balancoire                                                    |                  |
| 母 Crepe Myrtle 鹿毛 1938 アメリカ | 母の母Myrtlewood 鹿毛 1932 アメリカ                           | Blue Larkspur                                                 | Black Servant                                                 | Black Servant    |
| 母 Crepe Myrtle 鹿毛 1938 アメリカ | 母の母Myrtlewood 鹿毛 1932 アメリカ                           | Blue Larkspur                                                 | Blossom Time                                                  |                  |
| 母 Crepe Myrtle 鹿毛 1938 アメリカ | 母の母Myrtlewood 鹿毛 1932 アメリカ                           | Frizeur                                                       | Sweeper                                                       | Sweeper          |
| 母 Crepe Myrtle 鹿毛 1938 アメリカ | 母の母Myrtlewood 鹿毛 1932 アメリカ                           | Frizeur                                                       | Frizette                                                      |                  |
| 母系(F-No.)                        | フリゼット牝系(FN:13-c)                                       | フリゼット牝系(FN:13-c)                                       | フリゼット牝系(FN:13-c)                                       | [ § 3 ]          |
| 5代内の近親交配                    | Broomstick 4x4x5, Peter Pan 4x5, Commando 5x5, Pastorella 5x5 | Broomstick 4x4x5, Peter Pan 4x5, Commando 5x5, Pastorella 5x5 | Broomstick 4x4x5, Peter Pan 4x5, Commando 5x5, Pastorella 5x5 | [ § 4 ]          |
| 出典                               | 1. 2. 3. 4.                                                   | 1. 2. 3. 4.                                                   | 1. 2. 3. 4.                                                   | 1. 2. 3. 4.      |